# HaHotrim
HaHotrim (in ebraico הַחוֹתְרִים‎?, letteralmente "i vogatori") è un kibbutz nel nord di Israele. Situato vicino a Tirat Carmel, ricade sotto la giurisdizione del consiglio regionale di Hof HaCarmel. Nel 2019, aveva una popolazione di 858 abitanti.

## Storia
Gli inizi dell'esistenza del kibbutz risalgono al dicembre del 1941, con la creazione di un'azienda vicino a Kiryat Haim da profughi ebrei provenienti dalla Cecoslovacchia e Germania. Il kibbutz fu fondato nel 1952 sui terreni di un villaggio palestinese spopolato chiamato al-Tira.